# Enrique Mélida
 (février 2025).
Si vous disposez d'ouvrages ou d'articles de référence ou si vous connaissez des sites web de qualité traitant du thème abordé ici, merci de compléter l'article en donnant les références utiles à sa vérifiabilité et en les liant à la section « Notes et références ».

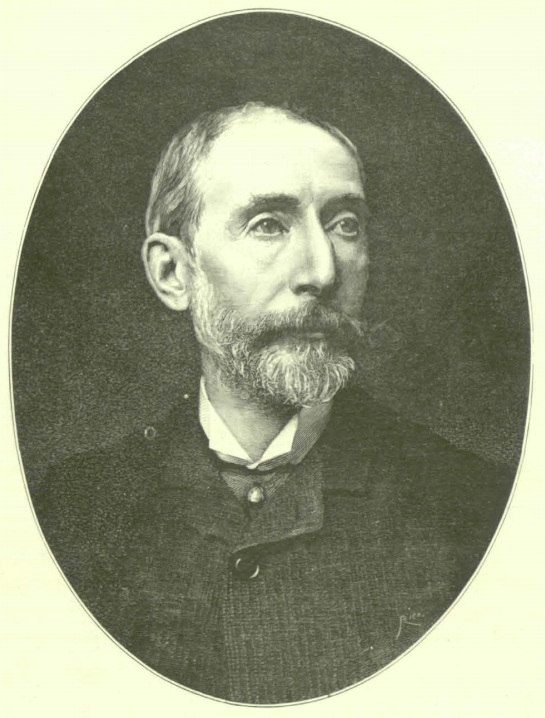
Enrique Mélida dans La Ilustración Española y Americana du 15 mai 1892.

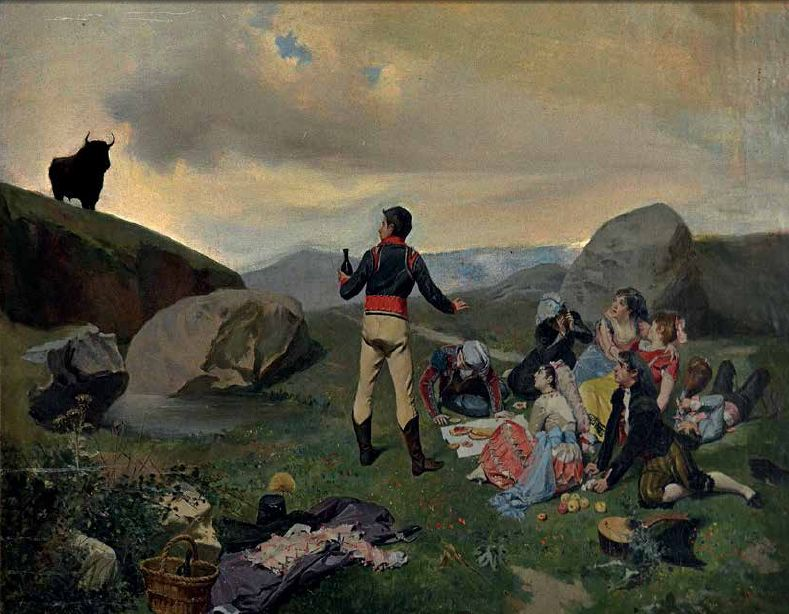
Le Trouble-fête.

Enrique Mélida y Alinari, né à Madrid en 1838, et mort à Paris en 1892, est un peintre, lithographe et écrivain espagnol.
Il est le frère du sculpteur et architecte Arturo Mélida et de l'archéologue José Ramón Mélida. Par son mariage avec Marie Bonnat, il est le beau-frère du peintre Léon Bonnat.

## Biographie
Enrique Mélida est le fils de l'avocat Nicolás Mélida Lizana et de Leonor Alinari Adarve. Malgré son penchant précoce pour les beaux-arts, il consacre sa jeunesse aux études de Droit, dont il sort diplômé en 1860. Il devient un avocat à la Cour des comptes que dirigeait son père.
Cependant, sa vocation artistique s'est imposée et il a acquis une réputation en tant que portraitiste et peintre de genre. Il est l'un des fondateurs de la revue El Arte en España[réf. nécessaire]. Il a été un élève du peintre José Méndez et d'Ernest Meissonier.
Il expose d'abord à l'Exposition internationale de Bayonne en 1864 avec le tableau montrant Un Bourreau et de sa victime et deux têtes de chiens, qui obtient une mention honorifique. À l'Exposition nationale des beaux-arts de 1866[Information douteuse], il envoie un tableau intitulé Santa Clotilde sorprendida por su padre, une étude et un autoportrait, qui ont été acclamés par le public et la critique[réf. souhaitée].
Mélida a alors participé à toutes les expositions nationales des beaux-arts. Sa peinture Un Baptême dans la sacristie de San Luis est exposée au Salon de Paris et est acquise par l'État français. Il expose ensuite à Vienne, Madrid, obtenant d'autres succès. Son tableau Une Messe de relevailles en Espagne (1872) est conservé à Bayonne au musée Bonnat-Helleu.
Il a publié des articles dans la revue El Arte en España (illustrés par ses propres lithographies), écrivant sur des sujets tels que l'École de Madrid (es), Les Désastres de la guerre et les Proverbios de Francisco de Goya, une étude sur le développement des Beaux-arts en Espagne et la biographie du peintre Victor Manzano.
À la suite de son mariage avec Marie Bonnat en 1882, sœur du portraitiste français Léon Bonnat, Enrique Mélida s'installe à Paris en 1883.
Il a été l'ami d'Edgar Degas, qui a peint son portrait vers 1863, et d'Henri de Toulouse-Lautrec.
Il fait partie du jury international de l'Exposition universelle de 1889 à Paris.

## Œuvres

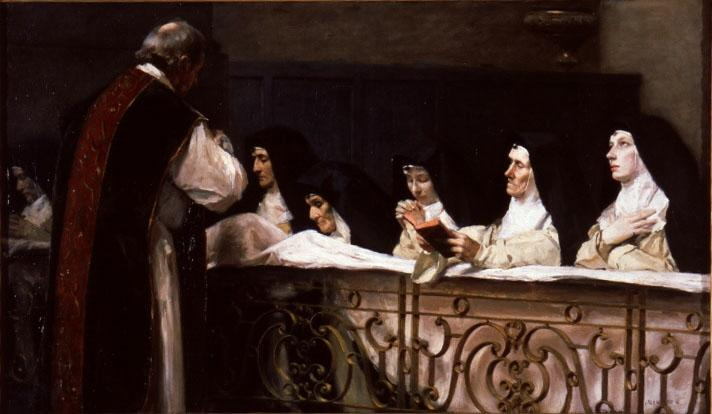
La Communion des religieuses, musée de Malaga.

- Madrid, Casón del Buen Retiro : Se aguó la fiesta (Le Trouble-fête).
- Malaga, musée de Malaga : La Comunión de las monjas (La Communion des religieuses).
- Sydney, musée de Sydney : Procesión de penitentes en España en el XVIIIe siècle.
- localisation inconnue :
  - El Verdugo y su víctima y Dos cabezas de perro ;
  - Santa Clotilde sorprendida por su padre ;
  - Un Bautizo en la sacristía de San Luis ;
  - La Antesala del príncipe de la Paz ;
  - La Lección de toreo ;
  - Se aguó la fiesta ;
  - Manola ;
  - Entrando en la Iglesia ;
  - Joven caballero con perro lebrero ;
  - Una Ronda de la inquisición ;
  - Autorretrato ;
  - La Niña perdida.